# Bléquin (rivière)
Pour les articles homonymes, voir Bléquin (homonymie).
Le Bléquin est une rivière du département du Pas-de-Calais, dans la région des Hauts-de-France, et un affluent gauche du fleuve l'Aa qu'il rejoint à Lumbres.

## Géographie
D'une longueur de 13,2 kilomètres, le Bléquin naît au sud-ouest du Mont de Rippemont (193 m), à l'altitude 186 mètres.
Il suit une direction vers l'est. Il se jette dans l'Aa au niveau de Lumbres, à l'altitude 38 mètres, à moins d'un kilomètre au nord-ouest du lieu-dit la Montagne (134 m).
Le Bléquin longe le GR 127B dit GRP du Haut Pays d'Artois.

### Communes et cantons traversés
Dans le seul département du Pas-de-Calais, le Bléquin traverse les huit communes suivantes, dans le sens amont vers aval, de Lottinghen (source), Bléquin , Ledinghem, Vaudringhem, Nielles-lès-Bléquin, Affringues, Bayenghem-lès-Seninghem, Lumbres (confluence).
En termes de cantons, le Bléquin prend sa source dans le canton de Desvres et conflue dans le canton de Lumbres. 
Il traverse les arrondissements de Boulogne-sur-Mer et de Saint-Omer, et les communautés de communes de Desvres - Samer et du Pays de Lumbres.

## Hydronyme
Le Bléquin est dénommé, à l'époque carolingienne, Dilgia en 867,. 

## Toponymes
Le nom de la rivière le Bléquin se retrouve dans les deux communes qu'elle traverse : Bléquin et Nielles-lès-Bléquin.

### Bassin versant
Le Bléquin traverse une seule zone hydrographique « Dérivation du Canal de Neufossé de l'écluse Flandres au confluent de l'AA Canalisée » (E403). Les cours d'eau ou fleuves voisins sont au nord la Hem, l'Aa au nord-est, à l'est et au sud-est, la Créquoise et la Canche au sud, la Course et la Canche au sud-ouest, la Liane à l'ouest et au nord-ouest.

### Organisme gestionnaire
L'organisme gestionnaire est le SmageAa ou Syndicat mixte pour l'aménagement et la gestion des eaux de l'Aa.

## Affluents
Le Bléquin a trois tronçons affluents référencés :
- l'Urne à l'eau (rg[note 1]) 5,1 km sur les quatre communes de Affringues, Bayenghem-lès-Seninghem, Lumbres et Seninghem ;
- le Moulin de Breucq (rd), 4 km sur la seule commune de Ledinghem ;
- le Floyencques (rd), 2 km sur les deux communes de Vaudringhem (source) et Nielles-lès-Bléquin (confluence).

### Nombre de Strahler
Donc le nombre de Strahler du Bléquin est de deux.

## Hydrologie
Son régime hydrologique est dit pluvial océanique.

### Le Bléquin à Lumbres
Le débit du Bléquin a été observé pendant une période de 13 ans (1996-2009), à Lumbres. Son bassin versant est de 67 km2.
Son débit moyen interannuel que l'on appelle aussi module est de 1,1 m3/s.
Le Bléquin présente des fluctuations de débits assez faibles. Les hautes eaux se déroulent de décembre à avril inclus, et portent le débit moyen à un niveau qui peut monter de 1,25 à 1,67 m3/s (le pic étant en janvier). Les basses eaux ont lieu de mai à novembre inclus ; la baisse du débit moyen peut aller jusqu'à 0,577 m3/s au mois de septembre.

### Étiage ou basses eaux
Aux étiages, le VCN3 peut chuter jusqu'à 0,34 m3/s soit 340 L/s.

### Crues
Les crues du Bléquin peuvent être importantes. Le QIX 2 est de 6,1 m3/s tandis que le QIX 5 à 11 m3/ss. Le QIX 10 vaut 14 m3/s tandis que le QIX 20 se monte à 17 m3/s.
Le débit instantané maximal a été enregistré le 1er mars 2002 et était de 15,1 m3/s, tandis que le débit journalier maximal a été enregistré le 8 décembre 2006, et était de 8,39 m3/s. On constate donc que le 1er mars 2002, la crue était décennale.

### Lame d'eau et débit spécifique
La lame d'eau écoulée dans le bassin du Bléquin se monte à 520 millimètres annuellement, ce qui est inférieur à la moyenne d'ensemble de la France. Le débit spécifique (Qsp) est de 16,4 litres par seconde et par km2 de bassin.

## Aménagements et écologie
Le Bléquin est dans le domaine du parc naturel régional des Caps et Marais d'Opale.

## Galerie

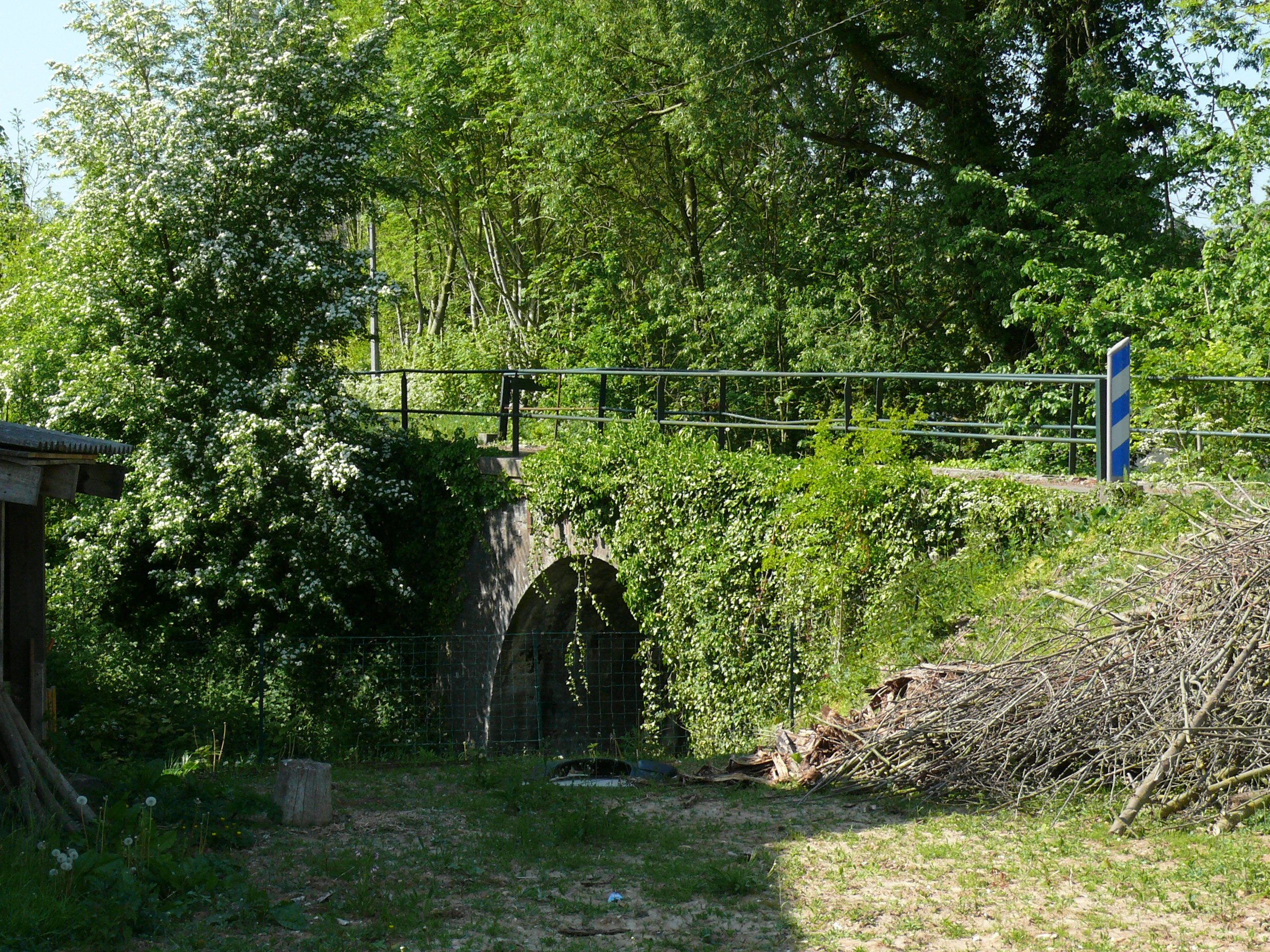
Pont sur le Bléquin à Lumbres : l'un des seuls souvenirs des installations de la ligne à voie métrique d'Anvin à Calais, exploité par la Compagnie générale de voies ferrées d'intérêt local à partir de 1920, et supprimée en 1955.
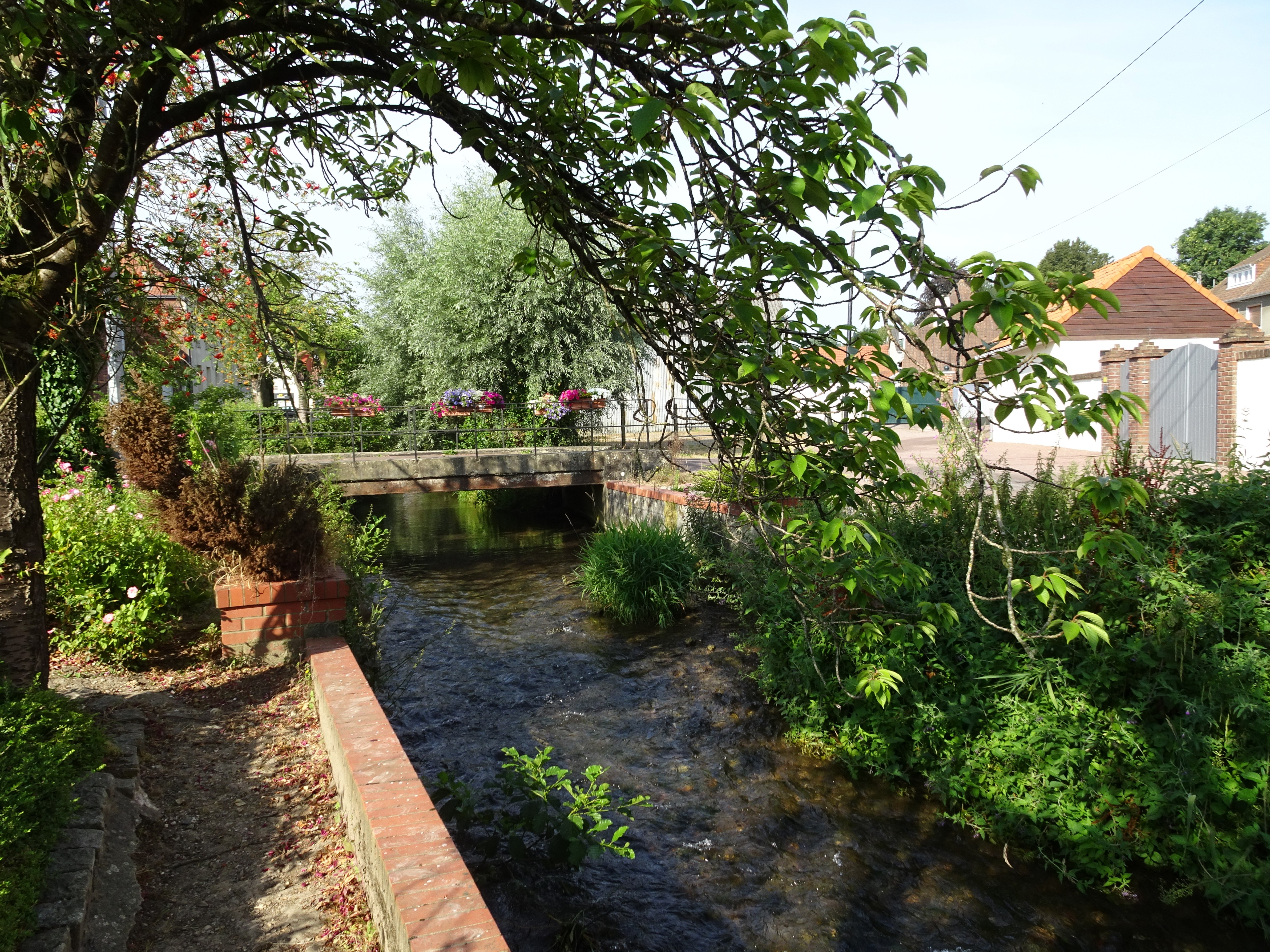
Le Bléquin à Nielles-lès-Bléquin.